# Molina de Segura
Molina de Segura è un comune spagnolo di 64 065 abitanti situato nella comunità autonoma di Murcia.